# 汤道銮
汤道銮（1950年—，生于江苏徐州），1977年于南京大学化学系毕业后留校任教。自1990年至2010年先后担任南京大学档案馆、校史博物馆和拉贝与国际安全区纪念馆馆长，兼任中国高等教育学会档案工作分会副会长兼秘书长、江苏高校档案研究会理事长、中国档案学会自动化委员会委员和《学校档案》杂志常处副主编等职。先后自编各种管理软件和多媒体演示系统多套，正式出版学术研究专著5部，发表各种论文三十多篇，获各种奖励23项。2003年被评为“全国优秀档案工作者”，受到国家档案局和国家人事部的表彰。
自2004年开始负责筹建“南京大学拉贝与国际安全区纪念馆”，在南京大学校领导和德国驻上海总领事馆、德国西门子（中国）有限公司、博西家用电器（中国）有限公司、扬子石化—巴斯夫有限责任公司、南京市委宣传部和拉贝后人的大力支持下，在南京大学拉贝纪念馆、档案馆和校史博物馆全体同志的共同努力下，于2006年10月30日正式建成南京大学拉贝与国际安全区纪念馆和南京大学拉贝国际和平与冲突化解研究交流中心。